# Corwin Manufacturing Company

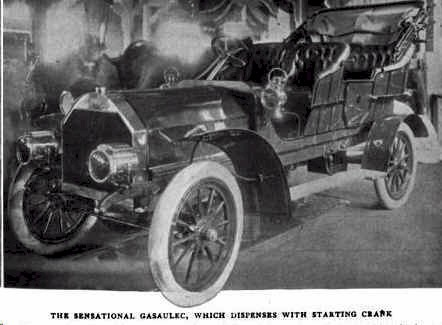
Gas-au-lec 40/45 HP von 1905

Corwin Manufacturing Company, vorher Vaughn Machine Company, war ein US-amerikanischer Hersteller von Automobilen.

## Unternehmensgeschichte
Die Vaughn Machine Company hatte den Sitz in Peabody in Massachusetts. 1905 begann die Produktion von Automobilen. Der Markenname lautete Gas-au-lec, kurz für gasoline, auxiliary und electric. Konstrukteur war Ralph Hood, der vorher bei der Simplex Motor Vehicle Company tätig war.
1906 führte Hamilton S. Corwin als Präsident der Gesellschaft eine Reorganisation durch. Die neue Firmierung war Corwin Manufacturing Company. Der Markenname änderte sich in Gasaulec. Im gleichen Jahr endete die Produktion. Insgesamt entstanden vier Fahrzeuge.

## Fahrzeuge
Im Angebot stand ein Hybridelektrokraftfahrzeug. Das Fahrzeug hatte einen Ottomotor und einen Elektromotor. Der Vierzylindermotor hatte einen T-Kopf, mehr als 7000 cm³ Hubraum und 40/45 PS Leistung. Er trieb über eine Kardanwelle die Hinterachse an. Der Elektromotor war einerseits für niedrige Geschwindigkeiten und Rückwärtsfahrten gedacht. Andererseits lieferte er zusätzliche Leistung, die zum Beispiel an Steigungen benötigt wurde.
Das Fahrgestell hatte 274 cm Radstand. Eine Abbildung zeigt einen offenen Tourenwagen.